# Astrapogon puncticulatus
Astrapogon puncticulatus és una espècie de peix pertanyent a la família dels apogònids.

## Descripció
- Pot arribar a fer 8 cm de llargària màxima.[5][6]

## Hàbitat
És un peix marí, associat als esculls i de clima tropical que viu entre 0-8 m de fondària. Els adults són presents a les àrees ocupades per Thalassia testudinum car hi troben les petxines buides de caragols marins que fan servir com a refugi.

## Distribució geogràfica
Es troba a l'Atlàntic occidental: des del sud de Florida (els Estats Units), les Antilles, el mar Carib i les illes Bahames fins al Brasil.

## Observacions
És inofensiu per als humans.